# José Guazzone
José Guazzone (Giuseppe Guazzone) (n. Lobbi, Provincia de Alessandria, Italia), fue un colono e importante empresario agrario argentino. En 1854 llegó a la Argentina.
Con sus primeros ahorros instala un comercio de ramos generales en la zona de Olavarría.
Fomentó el asentamiento de colonos especialmente italianos convirtiéndose con el tiempo en el más fuerte acopiador de cereales del país.
En 1889 adquiere un establecimiento agrícola de 22.000 ha en el Partido de Trenque Lauquen y funda la "Colonia la Luisa" de la cual nace más tarde el pueblo de Beruti.
En este lugar José Guazzone llegaría a reunir más de 30.000 t de trigo lo que le valió que el General Roca lo llamara "El Rey del Trigo".
Durante la Primera Guerra Mundial dona a su patria de origen (Italia) varios cargamentos de cereal lo que atrajo la simpatía del gobierno italiano que le honró con el título de "Conde de Passalacqua".
Murió en Alessandria (Italia) en 1935,  sus restos reposan en la tumba de familia en el cementerio de Lobbi.